# Hardy, Arkansas
Hardy là một thành phố thuộc quận Sharp, tiểu bang Arkansas, Hoa Kỳ. Năm 2010, dân số của thành phố này là 772 người.

## Dân số
- Dân số năm 2000: 578 người.
- Dân số năm 2010: 772 người.